# Pteriida

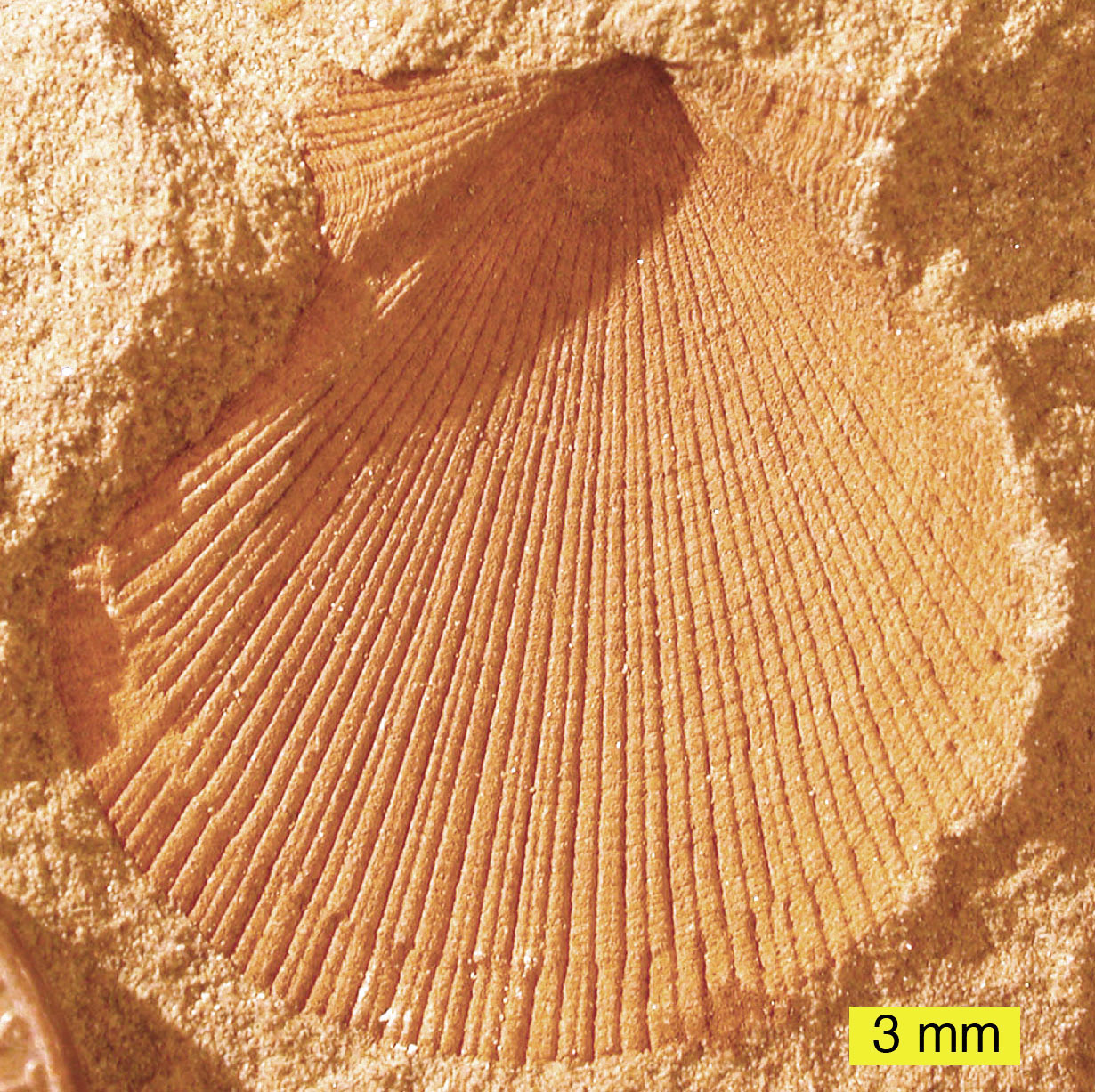
Aviculopecten subcardiformis

Die Pteriida (Originalschreibweise: Pterioida) waren eine Ordnung der Muscheln (Bivalvia), die zur Infraklasse Pteriomorphia innerhalb der Autolamellibranchiata gestellt wurde. In neueren taxonomischen Systemen werden die hier gestellten rezenten Überfamilien Pterioidea und Pinnoidea in die Ordnung der Ostreida gestellt. Für fossile Taxa verwenden Paläontologen die Gruppe manchmal noch weiter.

## Charakterisierung
Die Gehäuse der Pteriida sind immer mehr oder weniger stark gleichklappig (Pteroidea) oder auch gleichklappig (Pinnoidea). Die Schale besteht aus einer inneren Lage mit aragonitisch, perlmuttrigen Mikrostrukturen und einer äußeren, kalzitischen Lagen, aufgebaut aus einfachen Prismen. Bei einigen Gruppen fehlt diese kalzitische Lage. Das Schloss ist weitgehend reduziert. Auch der vordere Schließmuskel ist meist mehr oder weniger deutlich reduziert. Die meisten Formen besitzen einen Byssus.

## Lebensweise
Die Pteriida sind ausschließlich marin lebende Muscheln, die meist an das Substrat mit Hilfe des organischen Byssus angeheftet sind. Sie leben meist auf dem Sediment, einige Formen leben auch anzementiert an das Substrat oder halb eingegraben im Sediment.

## Systematik
Die Pteriida wurden, als Pterioida, 1965 in einer Klassifikation der Muscheln durch Norman D. Newell neu eingeführt und im entsprechenden Kapitel des Treatise on Invertebrate Paleontology desselben Autoren 1969 näher charakterisiert. Das Taxon wurde bis in die frühen 2000er Jahre von vielen Bearbeitern aufrechterhalten. Es wird teilweise von Paläontologen weiterverwendet, auch wenn den Bearbeitern klar ist, dass es vermutlich paraphyletisch ist. Für ein Taxon aus den Überfamilien Pinnoidea, Ostreoidea und Pterioidea bevorzugen die meisten Taxonomen den älteren Namen Ostreida gegenüber Pteriida. Nach den neueren, vor allem auf genetischer Grundlage aufgestellten Systematiken wäre aber ein Taxon Pteriida, unter Ausschluss der Ostreida, paraphyletisch, die Pterioidea sind in die übrigen Ostreida eingeschachtelt. Viele Bearbeiter fanden sogar ein Schwestergruppenverhältnis zwischen Ostreoidea und Pterioidea. Andere Bearbeiter fanden allerdings ein Schwestergruppenverhältnis zwischen Pinnidae und Pteriidae, so dass die genauen Verhältnisse noch unklar sind.
Die Schwestergruppe der Ostreida ist vermutlich die Ordnung der Mytilida mit der einzigen rezenten Familie Miesmuscheln (Mytilidae).
Die Pteriida beinhalteten nach der Klassifikation von Bieler & Mikkelsen (2006) drei Überfamilien.
- Überfamilie Ostreoidea Rafinesque, 1815
- Überfamilie Pterioidea Gray, 1847 (z. B. Familie Flügelmuscheln (Pteriidae Gray, 1847))
- Überfamilie Pinnoidea Leach, 1819 (z. B. Edle Steckmuschel (Pinna nobilis))

Dazu kommen noch die ausschließlich fossilen Überfamilien
- Überfamilie †Ambonychioidea Miller, 1877
  - Inoceramidae Giebel, 1852
- Überfamilie †Cercomyoidea Crickmay, 1936